# Évelyne Trouillot
Pour les articles homonymes, voir Trouillot.
Évelyne Trouillot, née le 2 janvier 1954 à Port-au-Prince, est une écrivaine, dramaturge, essayiste et poétesse haïtienne. Elle a également écrit de la littérature jeunesse.

## Biographie
Évelyne Trouillot est née à Port au Prince en 1954,. Elle est la fille d'Ernst Trouillot et d'Anne-Marie Morisset, deux intellectuels noirs de Port-au-Prince. Elle est la sœur de l'écrivain et poète Lyonel Trouillot, de l'anthropologue et historien Michel-Rolph Trouillot et de la romancière, écrivaine et rectrice Jocelyne Trouillot.
Après les études secondaires à Port-au-Prince, elle part pour les États-Unis d’Amérique où elle fait des études universitaires en langues et en éducation.
En 1987, elle rentre au pays et travaille dans le secteur de l’éducation. Évelyne Trouillot partage son temps entre la littérature et l’éducation et dirige depuis 2002 la société Pré-Texte, un bureau de production de textes.
Évelyne Trouillot a publié plusieurs romans, des recueils de poésies, une pièce de théâtre et pour les jeunes lecteurs, elle a écrit des contes et des récits de jeunesse. En 2002, elle publie une étude qui présente à la fois un constat et une plaidoirie sur l’enfance et l’état de droit en Haïti, Restituer l’enfance : État de droit et enfance en Haïti.
En novembre 2020, son livre "Rosalie l'infâme" a été l'un des livres à l'honneur à la septième édition de Marathon du Livre.

## Œuvres

### Romans
- 2003 : Rosalie l’infâme, éditions Dapper (Prix Soroptimist de la Romancière Francophone à Grenoble)
- 2006 : L’Œil-Totem, éditions Presses Nationales d’Haïti
- 2007 : Le Mirador aux étoiles, éditions Presses Nationales d'Haïti
- 2010 : La mémoire aux abois, éditions Hoëbeke - Prix Carbet (Prix majeur des littératures caraïbes)
- 2013 : Absences sans frontières, roman, Editions Chèvrefeuille étoilée. Montpellier, France
- 2015 : Le Rond-point, roman, Bourse Barbancourt, Port-au-Prince, Haiti
- 2020 : Désirée Congo, roman, Educa Vision Inc. 1ère édition (24 septembre 2020)
- 2022 :  Les Jumelles de la rue Nicolas., édition Project îles.

### Nouvelles
- 1996 : La chambre interdite, éditions L'Harmattan
- 1998 : Islande, suivi de La mer, entre lait et sang, éditions de l’Île, Port-au-Prince
- 1999 : Ma maison en dentelle de bois, suivi de Une cousine inattendue, éditions Mémoire, Port-au-Prince
- 2002 : Parlez-moi d’amour... Haiti, éditions Caraïbe
- 2017 : Je m'appelle Fridhomme,, Editions C3

### Contes et récits pour enfants
- 1997 : L’oiseau mirage, éditions Haïti Solidarité Internationale
- 2004 : L’Île de Ti Jean, éditions Dapper

### Poésie
- 2001 : Sans parapluie de retour, recueil de poésies édité à compte d'auteur[4]
- 2003 : Sans parapluie de retour
- 2005 : Plidetwal (ht), Presses Nationales d’Haïti
- 2014 : Par la fissure de mes mots, éditions Bruno Doucey[5]

### Théâtre
- 2005 : Le Bleu de l’île, (mise en lecture au Théâtre du Rond-Point à Paris et Prix Beaumarchais (ex æquo)

### Divers
- 2010 : Besoins primaires, dans Haïti parmi les vivants, collectif, éditions Actes Sud
- 2013 : Traduction de Rosalie l’infâme en anglais, The infamous Rosalie, University of Nebraska Press 2015: Traduction de La mémoire aux abois en anglais, Memory at Bay, University of Virginia Press.

## Prix et Distinctions
- 2005 : Prix Beaumarchais
- 2010 : Prix Carbet de la Caraïbe et du Tout-Monde
- 2020 : son Livre Rosalie L'infâme a été à l'honneur au Marathon du Livre.